# Шартье, Анри Жорж Жак
Анри Жорж Жак Шартье (фр. Henri Georges Jacques Chartier; 25 февраля 1859, Шато-Шинон — 8 сентября 1924, Париж) — французский художник-баталист.

## Биография
Анри Жорж Жак Шартье родился в деревеньке Шато-Шинон в департаменте Ньевр. Юношей уехал учится на художника в Париж. Обучался в Школе изящных искусств у живописца Александра Кабанеля. Стал известен как художник-баталист, автор картин на сюжеты недавней французской военной истории. В 1902 году на ежегодном салоне французских художников Шартье получил бронзовую медаль.

## Галерея

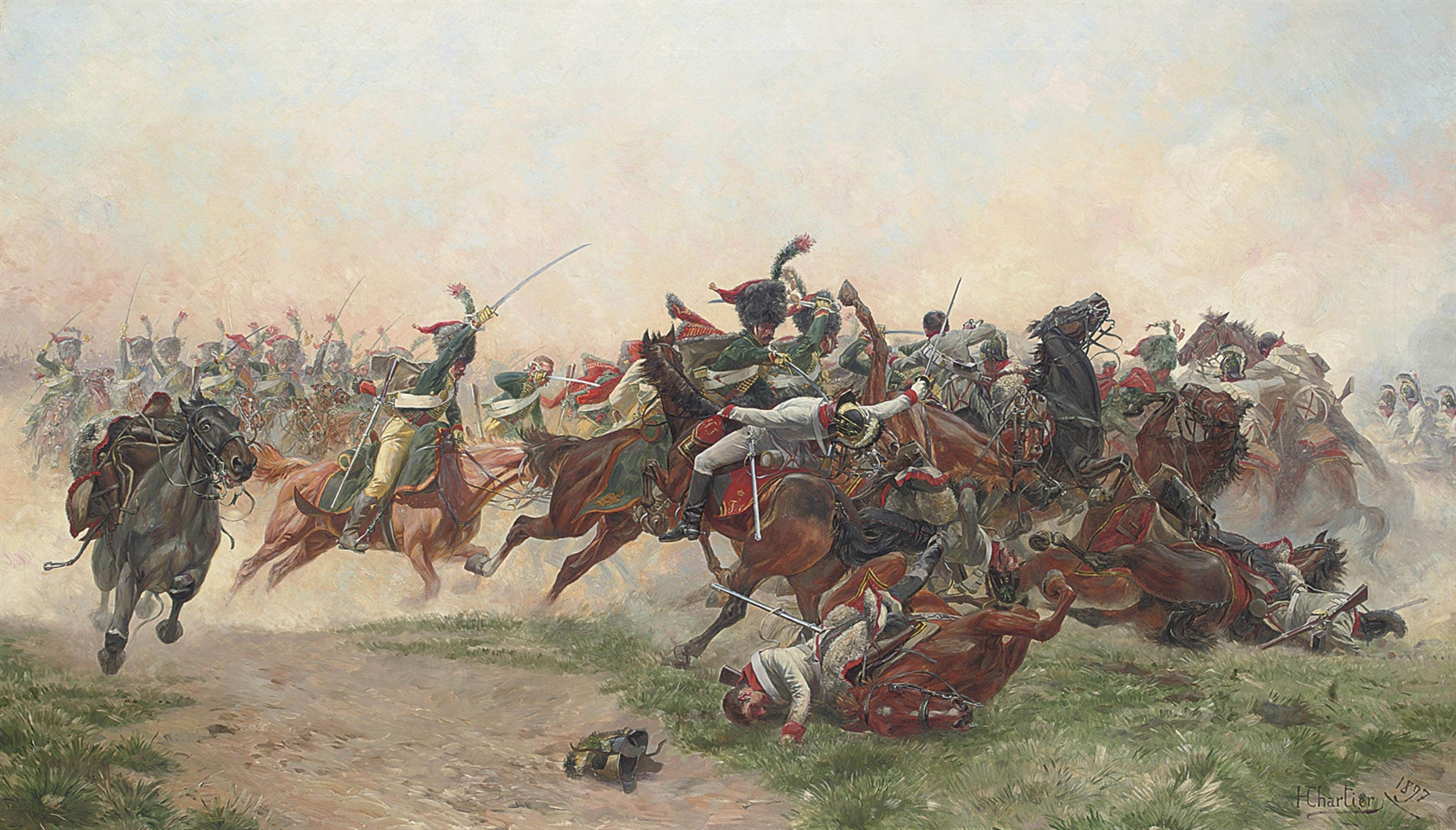
Битва при Ваграме. Схватка конных егерей наполеоновской гвардии с австрийскими кирасирами
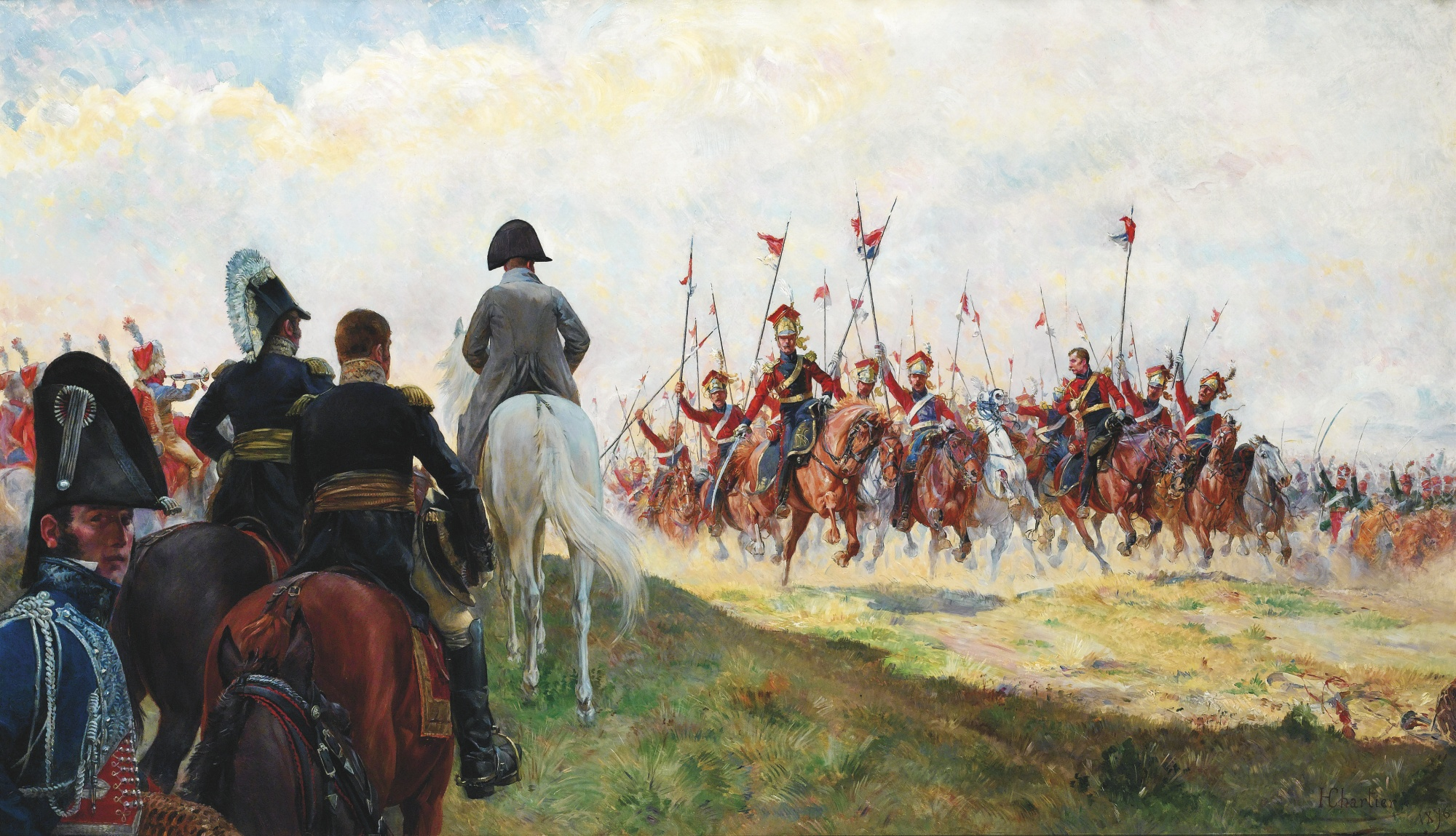
Уланы и почётные гвардейцы приветствуют императора в сражении при Ганау
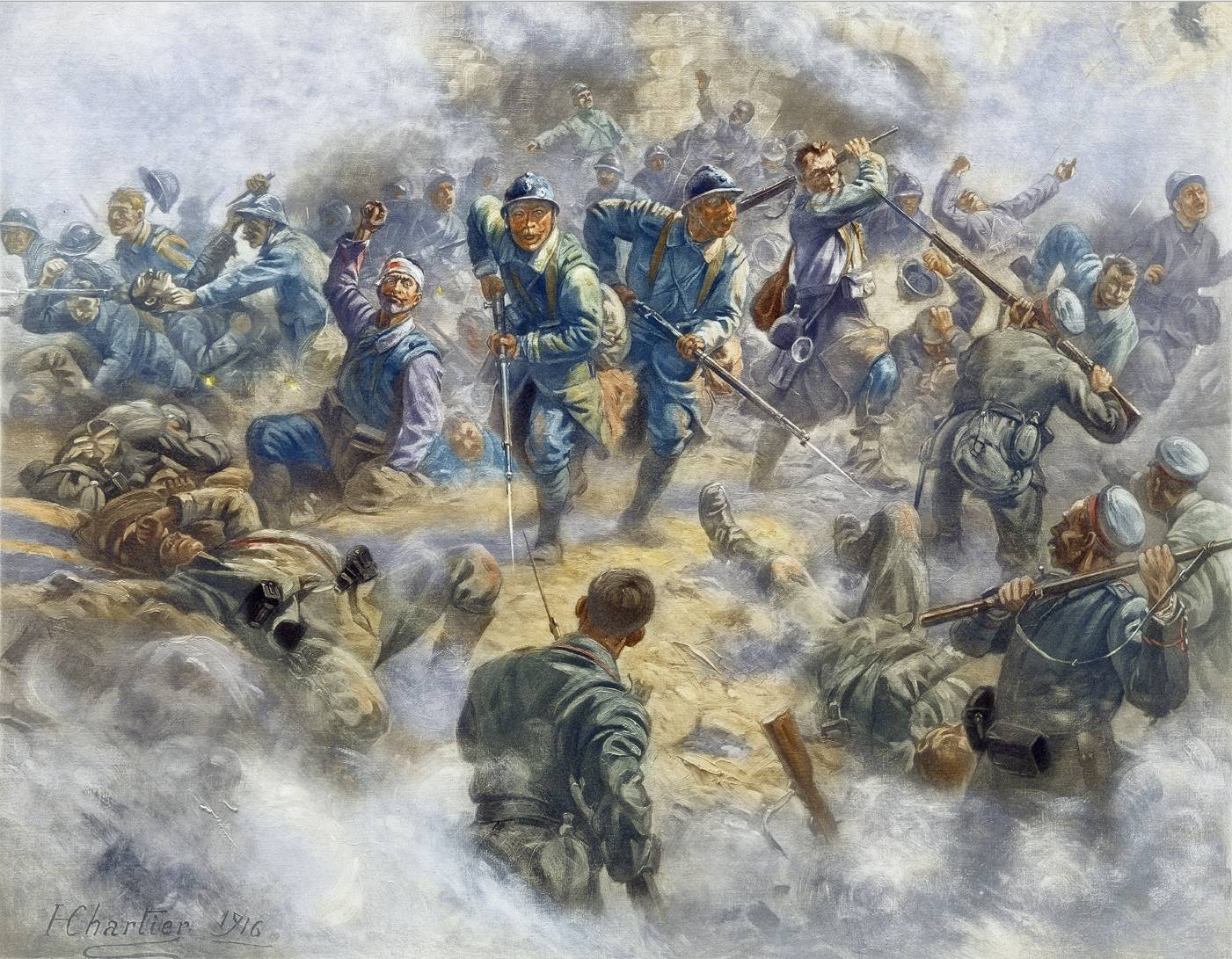
Эпизод Первой мировой войны: возвращение форта Дуомон французской пехотой. Музей Армии, Париж